# ラヤン・シェルキ
マティス・ライアン・シェルキ（Mathis Rayan Cherki, 2003年8月17日 - ）は、フランス・リヨン出身のサッカー選手。プレミアリーグ・マンチェスター・シティ所属。フランス代表。ポジションはFW・MF。

## クラブ経歴
2010年にオリンピック・リヨンの下部組織に加入。
2019年には15歳でリザーブチームでデビューし、7月7日に3年のプロ契約を締結した。
2019年10月19日のリーグ・アン、ディジョンFCO戦で、83分にマクスウェル・コルネとの交代途中出場でトップチームデビューを果たした。さらに11月には大会史上2番目の若さでUEFAチャンピオンズリーグに出場した。
2020年1月4日に行われた試合ではプロ初得点を記録し、リヨンのクラブ史上最年少得点者（16歳140日）となった。さらに、2週間後の18日にはクープ・ドゥ・フランスのFCナント戦でも2G2Aを記録した。
2025年6月10日、マンチェスター・シティFCはシェルキの獲得を発表。契約は2030年までの5年間。背番号は当初29番を着用していたがジャック・グリーリッシュの移籍に伴い、10番に変更。

## 代表歴
フランス代表として各年代でプレーした。2025年6月のネーションズリーグ準決勝・決勝に向けたメンバーとしてフランス代表に初招集。準決勝のスペイン戦では4点ビハインドの中60分にデビューし、1ゴール1アシストをあげ結果的に敗れたもののインパクトを残した。

## 人物
- イタリア系フランス人の父親とアルジェリア系フランス人の母親のもと生まれた[10][11]。

## タイトル

### 代表
U-23フランス代表
- パリオリンピック銀メダル: 2024